# Асадуллаходжаев, Убайдуллаходжа
 Убайдуллаходжа Асадуллаходжаев, (12 мая 1878 — 21 октября 1942) (в некоторых источниках Убайдулла Ходжаев) — узбекский общественный деятель, первый крупный деятель джадидского движения, один из первых организаторов узбекской прессы и министр правительства Туркестанской автономии (1917—1918). 

## Биография
После окончания русской школы в Ташкенте он работал лингвистом в одном из судов (1897). 
Учился в Юридическом институте в Саратове, Россия (1908—1912). Будучи студентом он переписывался с русским писателем Л. Н. Толстым (1909). 
После окончания Саратова сначала работал частным адвокатом в Ташкентском окружном суде в 1913 году.  Он разоблачил коррупцию в судебной системе и уволил некоторых коррупционеров. Позже Асадуллаходжаев присоединился к движению джадидов и вскоре стал одной из его ведущих фигур, возглавляя передовую мусульманскую группу под названием «Умид» (1913). 
Один из основателей общества «Туран» (1913). Он основал в Ташкенте газету «Садои Туркистон» (4 апреля 1914 года) и был ее редактором. К работе были привлечены просвещенные люди того времени - Абдулла Авлони, Мунаввар Кари Абдурашидханов, Абдурауф Музаффаров. 
Он был председателем общества Шура-и Исламия. Секретарь и член Центрального Совета мусульман Туркестана, созданного на Первом съезде мусульман Туркестана (апрель 1917 года). Член ЦК Всероссийского мусульманского совета (1917). Один из инициаторов движения Туркестанской автономии. Министр по военным делам автономного правительства Туркестана (ноябрь 1917 - февраль 1918).

## Гибель
В 1929 году осужден за «халатное отношение к служебным обязанностям» к 1 году принудительных работ. В 1931 году по обвинению в контрреволюционной деятельности осужден к 10 ссылки на Север. Освобождён досрочно в 1936 или 1937. 

Бездомный, нищий, без семьи и детей, по возвращении из тюрьмы он некоторое время жил у младшей сестры. Единственным его богатством были книги.<...>
Проживая после заключения у сестры, Убайдулла-ака занимался переводом книги англичанина Дж. Р. Киплинга «Маугли» на узбекский язык.
 Освободившись, жил в Ташкенте, но уже в феврале 1938 года был вновь арестован, обвинён в шпионаже и принадлежности к националистической организации и приговорён к 8 годам лагерей, умер в Котласе в 1942 году.

## Семья
- Брат - Баширулла Ходжаев - (полное имя — Баширулла хан Асадулла Ходжаев) — просветитель, деятель джадидского движения начала XX века в Ташкенте. Был секретарём благотворительного общества «Помощь», участвовал в организации театрального общества «Туран» и регулярных собраний интеллигенции («гап», «машраб»). Поддерживал распространение новометодных школ и культурных инициатив. Наряду с братом выступал за реформы образования и развитие узбекской литературы.
- Старшая сестра, её сын узбекский писатель и поэт Шукрулло Юсупов[3]
- Младшая сестра - Муборакхон, её сын писатель и журналист Хибзиддин Мухаммадхонов[3]